# Février 1917

## Événements
- Cuba[1] : révolte libérale contre le président Mario Garcia Menocal.
- Russie : mouvements de grèves dans la capitale à l’appel des mencheviks et des bolcheviks.

- 1er février : James Alexander Murray devient premier ministre du Nouveau-Brunswick.

- 3 février : rupture des relations diplomatiques entre les États-Unis et l'Allemagne, après l'annonce par celle-ci d'un élargissement de la guerre sous-marine et l'interception d'un message allemand incitant le Mexique à entrer en guerre contre les États-Unis.

- 5 février :
  - Les États-Unis évacuent le territoire mexicain et reconnaissent le gouvernement de Venustiano Carranza.
  - Le congrès de Querataro élabore une nouvelle constitution anticléricale et libérale comportant des mesures relatives au travail et à la protection sociale très radicales pour l’époque. La Constitution prévoit également des réformes destinées à restreindre la possession des mines et des terres par les étrangers.

- 7 février : début des négociations entre le gouvernement britannique (Mark Sykes) et une délégation sioniste britannique (James de Rothschild, Chaïm Weizmann, Nahum Sokolow, Herbert Samuel, etc.) pour la création d’un foyer juif en Palestine.

- 15 février : loi obligeant à assurer les risques français en France et établit un contrôle partiel de la réassurance, notamment pour l'empêcher de transmettre aux nations ennemies des renseignements sur les installations industrielles et portuaires.

- 24 février : victoire alliée sur l’Ancre (Somme) : les Allemands battent en retraite devant les Britanniques.

## Naissances
- 12 février :
  - Joseph Wresinski, fondateur d'ATD Quart Monde († 14 février 1988).
  - Guy Cudell, homme politique belge († 16 mai 1999).
  - Juanita Cruz, matador espagnol († 18 mai 1981).

## Décès
- 10 février : John William Waterhouse, peintre britannique.
- 16 février : Octave Mirbeau, écrivain français.
- 26 février : George J. Clark, premier ministre du Nouveau-Brunswick.